# Réflexe respiratoire

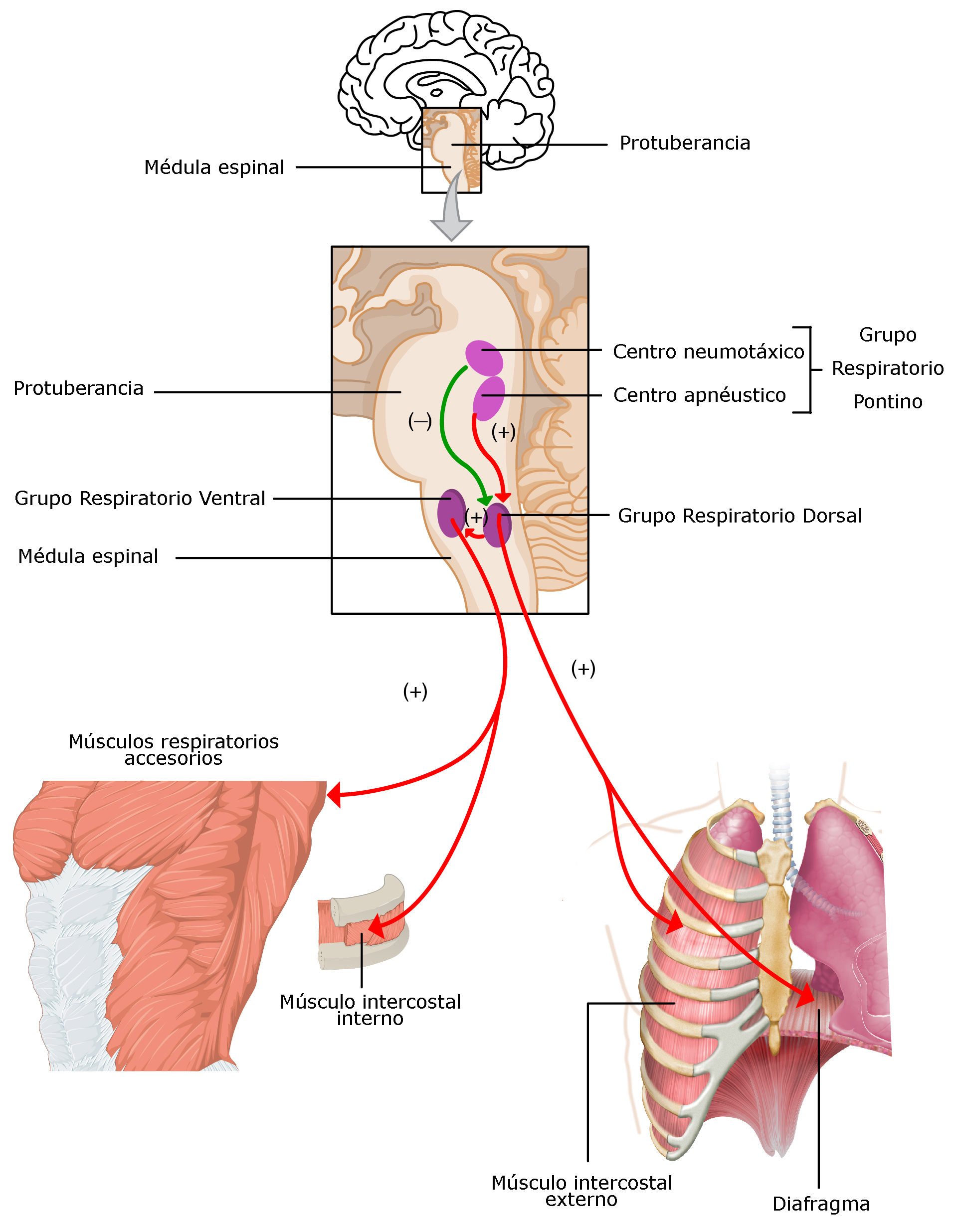
Schéma montrant la régulation de la respiration humaine par le système nerveux.

Le réflexe respiratoire est un mécanisme semi-automatique qui pilote la respiration et l’absence de contrôle conscient de celle-ci et cause la sensation d’asphyxie en présence d’une trop grande quantité de gaz carbonique dissout dans le plasma sanguin.